# Flugplatz Arnstadt-Alkersleben

i7
i11
i13
Der Verkehrslandeplatz Arnstadt-Alkersleben (ICAO-Code: EDBA) ist ein Flugplatz in der Gemeinde Alkersleben in Thüringen.
Er liegt im Ilm-Kreis, etwa 25 km südlich von Erfurt, ca. 8 km östlich von Arnstadt. Ein- und mehrmotorige Flugzeuge bis 5700 kg sowie Ultraleicht- und Segelflugzeuge dürfen hier nach Sichtflugregeln (VFR) landen. Die Platzrunde wird in 2100 ft. MSL geflogen. Am Flugplatz sind folgende Treibstoffe erhältlich: AVGAS 100LL, Mogas und Jet A-1. Die  Rollwege,  die  Abstellflächen,  das  Gebäude  der  Flugleitung  sowie  die  Flugzeughallen  befinden  sich nördlich der Piste.
Eine Zollabfertigung von Passagieren für internationale Flüge ist beschränkt und nur nach vorheriger Anmeldung möglich. Der Flugplatz wird von einem Charterflugunternehmen, einer Motorflugschule und fünf Vereinen genutzt, unter anderem für Rundflüge und Tandem-Fallschirm-Sprünge. Es finden zudem die Autorennen Speeddays statt.
Im August 2021 kam auf dem Flugplatz ein 32-jähriger Fallschirmspringer ums Leben, als er bei der Landung in einen Hangar einschlug.